# 국제 소방관의 날

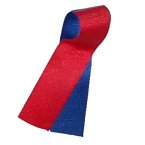
국제 소방관의 날을 기념하는 리본

국제 소방관의 날(International Firefighters' Day, IFFD)는 오스트레일리아의 산불로 인해 다섯명의 소방관이 사망한 것을 계기로 만들어진 국제 기념일이다. 이들을 기념하는 날은 1999년 1월 4일로 정해졌으나, 유럽에서 소방관의 수호성인의 날인 매년 5월 4일을 따라 통합되었다.

## 같이 보기
- 소방
- 여성 소방관